# Chiesa di San Bartolomeo Apostolo (Vairano Patenora)
La chiesa di San Bartolomeo Apostolo, o anche solo chiesa di San Bartolomeo, è la parrocchiale di Vairano Patenora, in provincia di Caserta e diocesi di Teano-Calvi; fa parte della forania di Teano-Pietramelara.

## Storia
L'originaria collegiata di San Bartolomeo esisteva già intorno al 1308-1310; questo edificio si affacciava su Piazza Mercato.
Alla fine del Quattrocento il nobile Innico II d'Avalos, in occasione dei lavori di fortificazione e di sistemazione del borgo, provvide al rifacimento della facciata della chiesa, sulla quale appose il proprio stemma.
Il 10 ottobre 1779 prese avvio il cantiere per la costruzione della nuova parrocchiale, ubicata in posizione differente rispetto a quella precedente; i lavori vennero portati a termine nel 1823.
Nell'autunno del 1903 crollò la volta della navata, al posto della quale fu realizzato, tra il 1913 e il 1914, il nuovo soffitto in cemento armato; nel frattempo, nel 1906 era stata rimodellata la facciata.
Nel 1960 si procedette al risanamento dei danni subiti dal luogo di culto durante la seconda guerra mondiale, mentre nel 1965 venne eseguito l'adeguamento liturgico secondo le usanze postconciliari mediante l'aggiunta dell'altare rivolto verso l'assemblea e dell'ambone.
Una serie di interventi di consolidamento e di risanamento fu condotta nel biennio 2015-2016.

## Descrizione

### Esterno
La facciata della chiesa, rivolta a nordovest, presenta centralmente il portale d'ingresso, sormontato da un frontoncino e da una finestra, e ai lati due nicchie con statue ed è scandita da quattro lesene sorreggenti il timpano, affiancato dal campanile e da una struttura muraria con monofora a mo' di fonti campanile.
Annessa alla parrocchiale è la torre campanaria a base quadrata, la cui cella presenta su ogni lato una monofora a tutto sesto ed è coperta dal tetto a quattro falde. 

### Interno
L'interno dell'edificio si compone di un'unica navata, sulla quale si affacciano le cappelle laterali, introdotte da archi a tutto sesto, e le cui pareti sono scandite da lesene sorreggenti la trabeazione modanata e aggettante sopra la quale si imposta un registro attico caratterizzato dalle finestre; al termine dell'aula si sviluppa il presbiterio, rialzato di alcuni gradini e chiuso dall'abside di forma semicircolare.